# 昇平村
23°28′41.9″N 120°33′41.7″E / 23.478306°N 120.561583°E
昇平村，是中華民國嘉義縣竹崎鄉轄下的行政區域。由埔頂、柿子腳、沄水、宅仔、山仔頂、舊社、菜公坑、菜堂頂、頂埔、吳厝、番仔園、雙連井、溫水溪子、柑仔宅、圳頭、大枋仔腳。
鄰近學校有昇平國中。文化資產有有埔岩宮、昇平山、慈山岩皇德宮寺。

## 地理
昇平村是中華民國台灣省嘉義縣竹崎鄉轄下的行政區域。下轄埔頂、柿子腳、沄水、宅仔、山仔頂、舊社、菜公坑、菜堂頂、頂埔、吳厝、番仔園、雙連井、溫水溪子、柑仔宅、圳頭、大枋仔腳。

### 特色地點
埔頂，位於清水溪下切的河階上。沄水，位於頂埔東方，濁水溪支流旁，因地質屬軟岩區，也就是泥岩、葉岩主要地區，因此雨季時較易受雨水侵蝕崩塌，造成此地溪水混濁。宅仔，早年長滿「茶仔絲」，是鄉間婦女在生產後替新生嬰兒斷臍帶的工具。

### 地方產業
山仔頂，位於海拔300公尺高的山頂，此地盛產龍眼、柑橘、檳榔等。舊社、菜公坑、菜堂頂、頂埔、吳厝、番仔園、雙連井、溫水溪仔、柑仔宅，都以生產柑橘、柳橙為主。溫水溪仔、柑仔宅，還有生產檳榔、龍眼和荔枝。圳頭、大枋仔腳，早年以生產水稻為主，近年則以柑橘、柿子為主。

## 聚落歷史
昇平村由埔頂、柿子腳、沄水、宅仔、山仔頂、舊社、菜公坑、菜堂頂、頂埔、吳厝、番仔園、雙連井、溫水溪子、柑仔宅、圳頭、大枋仔腳組成。
埔頂，因其位置高於菜公坑，故得名。柿子腳，此聚落因早先種有一大片柿子樹，故得名。沄水，因位於長年混濁的小溪旁，當地人稱此溪為「溫水溪仔」，也就是濁水溪之意，故得名。宅仔，此地早年長滿「茶仔絲」，因其閩南語發音與「宅仔」的發音前兩字相似，故得名。山仔頂，因位於山頂上，故得名。舊社，又稱舊社仔，原為鄒族「蘆麻產社」的舊址，後漢人移入，鄒族人邊遷往他處，故得名。菜公坑，原為蔡公吃素念佛的地方，故得名。菜堂頂，為竹崎齋教四大教派「碧雲山」所在地，因位於「昇平山」（菜堂）上方，故得名，其胡姓先人跟太子太保王得祿有緣，曾因碧雲山觀音佛祖顯神蹟給王得祿，王得祿因而捐贈二十四甲土地給碧雲山胡家佛祖。頂埔，位於因埔頂上方，故得名。吳厝，因居民皆姓吳，故得名。番仔園，原為「蘆麻產社」田園，故得名。雙連井，本地有兩口相連的井，故得名。溫水溪子，因水源不竭，閩南話說「溪仔穩有水」，逐漸變成「溫水溪仔」，故得名。圳頭，為早年灌溉水的源頭，故得名。大枋仔腳，因此地路旁有棵巨大的楓樹，而楓樹閩南語稱「枋仔」，故得名。
山仔頂，此地以林家、廖家人居多，林家為「溪州祖」後裔，渡台已兩百多年；廖家由雲林遷入，傳至今日僅四代。舊社，此地以黃家、曾家居多，其中黃家便是竹崎齋教四大教派的「昇平山」的據點所在。具黃氏族譜紀載，黃家是在林爽文之亂時，由現今水上鄉遷來，已兩百多年。菜公坑，此地以雜（什）姓居多，但以蔡姓開墾最早。菜堂頂，此地居民皆姓胡，但無祖譜可考。頂埔，此地居民雜姓，但以吳姓最早開墾。吳厝，和頂埔吳姓同源。番仔園，此地居民雜姓，但以葉姓最早開墾。雙連井，此地居民不多，以王姓最早開墾。溫水溪子、柑仔宅，此地居民以「嶺尾祖」林家人為主，渡台已有兩百餘年。圳頭，此地居民以王姓為主，是由大坑王厝遷來，而源於大陸福建漳州，渡台已兩百餘年。大枋仔腳，此地居民雜姓。

## 教育
昇平國中
1970年（民國59年）8月，嘉義縣政府為了方便竹崎鄉內埔、昇平、桃源、白杞、塘興、紫雲、義隆等七個村落之學童就學權利，由竹國中成立中埔分部，並於1972年（民國61年）8月1日，由台灣省政府教育廳升格為「嘉義縣立昇平國民中學」。現有全校9個班級，教職員總計30人。

## 文化資產
埔岩宮
於1987年（民國76年）建廟，主祀池王爺。
昇平山
內埔舊社黃家開臺祖黃延於隆年間所設，於1924年（大正13年）、1941年（昭和16年）重修。曾住有蔡伯公負責供俸，離開後，便由黃文華的母親繼續供俸。三合院正身中廳叫「圓明寶殿」，中廳後段隔為內家鄉，有祖師畫像，規定進內家鄉要持齋。左廳供奉觀音媽、公媽牌、九玄七祖；右廳則為蔡伯公所住。十五年前黃家將正廳和內家鄉打通，前桌供奉三尊觀音佛祖像，後桌供奉三官大帝，神主牌便移到右廳。
慈山岩皇德宮寺
1995年（民國84年），由了慈老師和信徒建設，主供俸觀音佛母，並有供俸三清道祖、瑤池娘娘等。每週六日，了慈老師會為信眾解惑。